# Ruth Tringham
Ruth Tringham (Bedfordshire, 14 de octubre de 1940) es una antropóloga inglesa que se ha centrado en el estudio de la arqueología de la Europa Neolítica y el suroeste de Asia. Es profesora del departamento de Antropología de la Universidad de California, Berkeley y Directora Creativa y Presidenta del Centro de Arqueología Digital (CoDA), una organización sin fines de lucro recientemente establecida. Antes de ir a Berkeley, enseñó en la Universidad de Harvard y en el University College de Londres. Tringham es sobre todo conocida por su trabajo en Lepenski-Vir, Selevac (1976-1979) y Opovo (1983-1989), Serbia, en el asentamiento Eneolítico de Podgoritsa, Bulgaria (1995), y en el conocido sitio de Çatalhöyük (1997- ), Turquía.

## Biografía
Nacida el 14 de octubre de 1940 en Bedfordshire, Inglaterra, cerca de Bletchley Park, fue la tercera hermana de cuatro. Cuando tenía cinco años, su familia se mudó a Londres, donde asistió a la escuela primaria regular hasta los once años. Después de ganar una beca a una escuela secundaria de todas las niñas, parte de la confianza de las escuelas públicas públicas en el norte de Londres, su familia se trasladó a Hampstead. Durante el bachillerato aprendió latín y griego y estuvo activa en los clubes infantiles del Museo de Historia Natural de Londres, donde fue introducida a los métodos de investigación adecuados. A medida que crecía, su madre la animó a cuestionar la autoridad y darse cuenta de los contextos en los que se basan estas autoridades. Este consejo temprano llevaría a algunas de sus ideas y métodos innovadores.

## Trabajo arqueológico
Después de colaborar en una excavación arqueológico cuando tenía trece años, antes de cumplir los 16 ya había decidido que quería ser arqueóloga. Se graduó y realizó estudios de postgrado en el departamento de arqueología de la Universidad de Edinburgo. Se decidió por la universidad de Edimburgo por su perspectiva paneuropea. El jefe del departamento, Stuart Piggott, animó a Ruth Tringham a excavar en un yacimiento de la primera de Edad del Hierro en Dinamarca. A raíz de esa excavación ella hizo trabajo de prospección en el valle del río Pasvikelva (Noruega). De esa manera aspiraba a convertirse en una especialista en la arqueología de Escandinavia. Sin embargo, un cambio importante se produjo en su carrera después de tres años de trabajo en Noruega, como consecuencia de su colaboración en una excavación en la antigua Checoslovaquia. Allí, excavó el yacimiento neolítico de Bylany con Bohumil Soudsky. Fue aquí donde se fascinó con la arqueología de Europa del Este y sus intereses, aunque alterados en cierta medida, todavía permanecen en esa región. Tanto su trabajo fin de grado, como su tesis doctoral versa sobre la arqueología de la Europa del Este El primero se refería a las figurillas neolíticas de Europa del Este, mientras que el segundo se titulaba El Neolítico Antiguo en Europa Central: un estudio de la cultura de cerámica lineal y sus relaciones con las culturas contemporáneas de Europa sudoriental. Defendió su Tesis Doctora en 1966. Cinco años más tarde publicó su primer libro, Hunters, Fishers, and Farmers: 6,000-3,000 aC, a V. Gordon Childe, Stuart Piggott, Bohumil Soudsky y  Peter Ucko.